# Papiro Oxirrinco 16

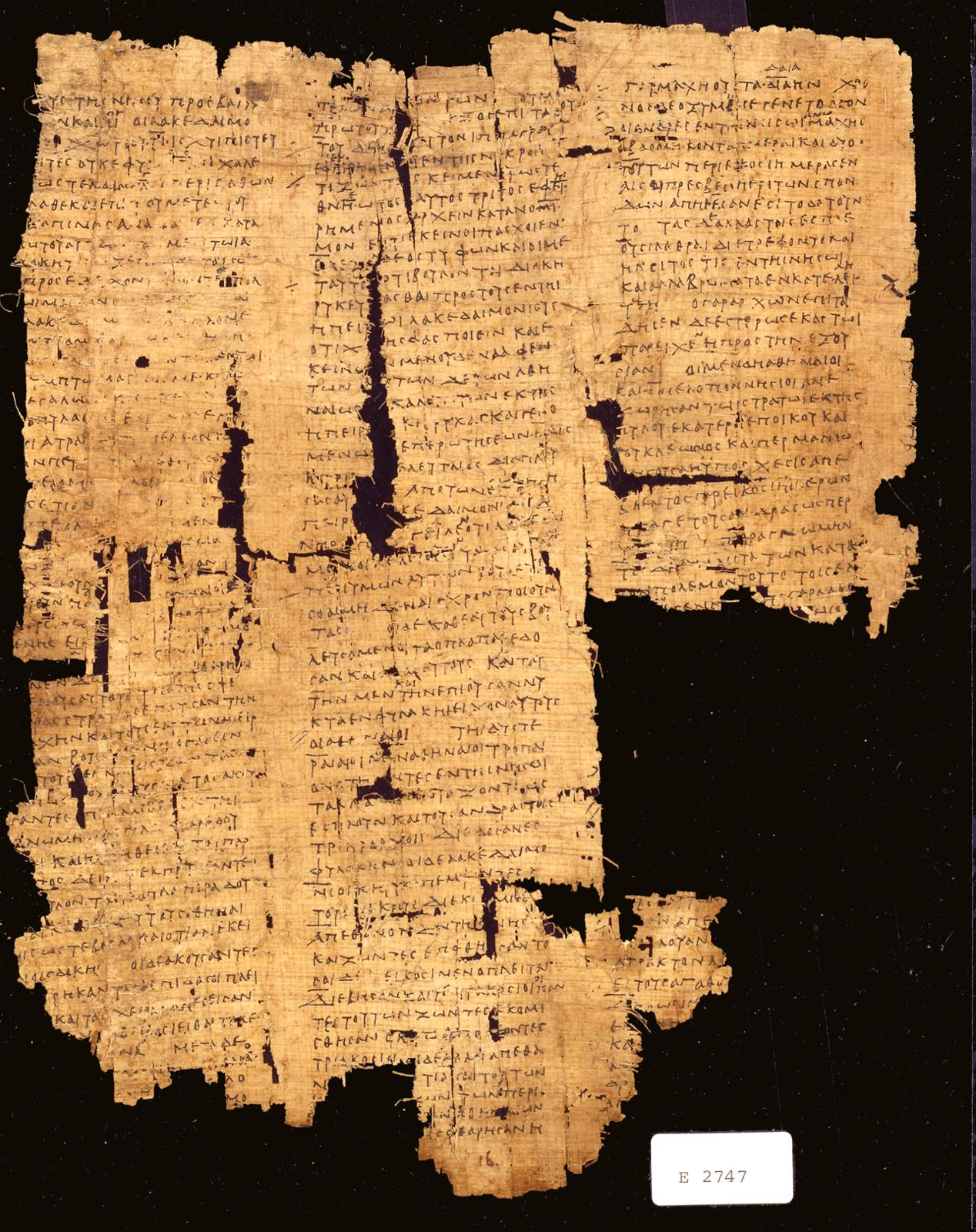
P. Oxy. 16.

El Papiro Oxirrinco 16 (abreviado P. Oxy. 16) es un fragmento escrito en griego del cuarto libro de la Historia de la Guerra del Peloponeso (capítulos del 36 al 41), obra del historiador y militar Tucídides.
Fue descubierto por Bernard Pyne Grenfell y Arthur Surridge Hunt en 1897, en Oxirrinco, Egipto. El fragmento está fechado en el siglo I d. C. y se encuentra en el Museo de Arqueología y Antropología de la Universidad de Pensilvania. El texto fue publicado por Grenfell y Hunt en 1898.

## Documento
El manuscrito fue escrito en papiro, en forma de un rollo. Las mediciones del fragmento son 256 por 200 mm. El fragmento contiene tres columnas, escritas en 53 líneas por columna. El texto está escrito en caligrafía uncial.